# Angelino Dulcert
 Angelino Dulcert, también referido como Angel Dolcet o Angelino Dalorto fue un cartógrafo del siglo XIV, autor de las más antiguas cartas portulanas de la llamada "escuela mallorquina". Se conservan dos cartas firmadas por Dulcert, fechadas en 1330 y 1339 así como una no firmada que se le atribuye.
No se conoce nada sobre su vida aparte de lo que revelan sus obras. La mayoría de los historiadores creen que era mallorquín, tanto por su estilo, que es 100 % de la escuela mallorquina, como por ciertos elementos de sus mapas que se encuentran en las cartas mallorquinas y en cambio no están en las cartas genovesas de la misma época. Otros autores, por el contrario, mantienen que era originario de Génova, de nombre Dalorto o Dulceto, habiendo emigrado posteriormente a Mallorca.

## Obras

### Carta portulana de 1330

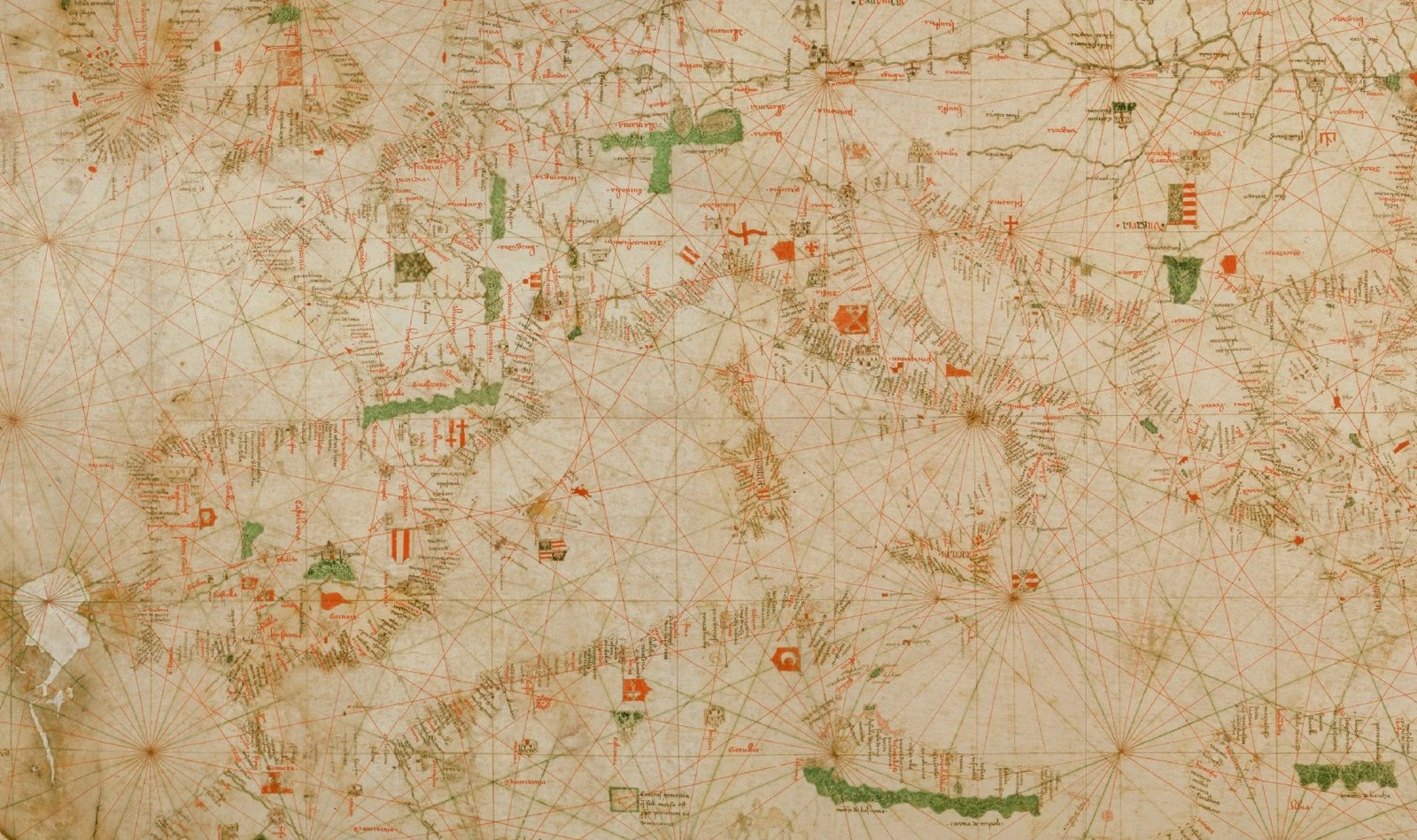
Vista parcial de la carta de 1330.

Mapa que se conserva en la colección privada del Príncipe Corsini en Florencia. La firma, en latín, dice Hoc opus fecit Angelinus de Dulceto ano domii MCCCXXX de mense martii composuit hoc, es decir "Esta obra hizo Angelino de Dulceto en marzo del año del señor de 1330". Algunos autores han leído erróneamente el nombre del autor como Dalorto y el año como MCCCXXV (1325).
Tiene el más puro estilo de la escuela mallorquina, pero algunos autores dudan si fue dibujado en Mallorca o en Génova, ya que no está especificado.
Es el primer mapa conocido en representar la isla legendaria de Brasil. La dibuja con forma circular al sudoeste de Irlanda y la llama Insula de montonis siue de brazile.

### Carta portulana de 1339

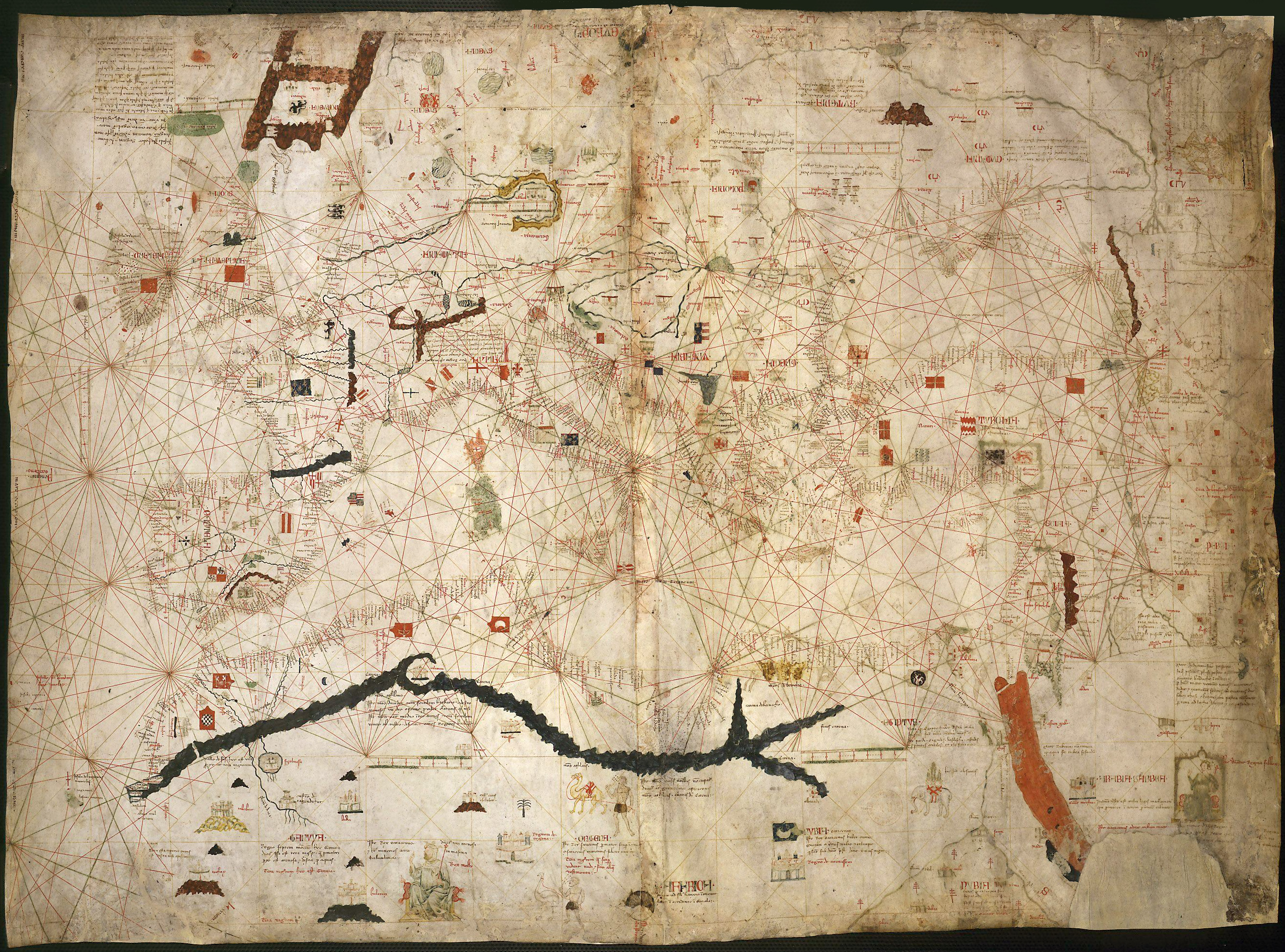
Carta portulana de Angelino Dulcert de 1339.

Está fechada en Palma de Mallorca en agosto de 1339: ano MCCCXXXVIIII mense Augusto Angelino Dulcert in civitate Maioricarum composuit".  Dibujada en dos hojas de pergamino pegadas, con dimensiones totales de  75 × 102 cm.
Tiene notas y leyendas escritas en latín, y se caracteriza porque representa aspectos desconocidos a las obras contemporáneas producidas en Génova y Venecia (El rey de Malí, las Canarias descubiertas en 1312, una isla con nombre Antil y otra isla llamada Brasil), y tiene en cambio el mar Rojo "pintado de rojo" y la forma de representar las montañas, aspectos típicos de la escuela mallorquina.
Este mapa también intenta representar la Europa del Norte, e incluye información relativa a África, sin centrarse sólo en las representaciones relativas al Mediterráneo que caracterizan las obras de la época. Se distingue además por ser el primer portulano que identifica la isla de Lanzarote (la más oriental de la archipiélago Canario), como la isla de Lanzarotus Marocelus, una referencia al navegante genovés Lanceloto Malocello.
La carta está dibujada en dos piezas de pergamino manuscritas y unidas en una sola pieza, con unas dimensiones de 750 × 1020 mm. Se encuentra en la Biblioteca Nacional de Francia en París.

### Carta portulana sin fecha
En la Biblioteca Británica de Londres se conserva una carta portulana sin firma ni fecha (Add.MS.25691) que ha sido atribuida a Dulcert. La mayoría de los autores la datan hacia 1340.